# Fredrik Lindholm
Johan Fredrik Lindholm, född 13 april 1861 i Adolf Fredriks församling, Stockholm, död 3 april 1938 i Landskrona. var en svensk tidningsman, författare och dramatiker. Pseudonymer: Cato minor; Phocas; Prins Pierre.
Lindholm var son till kormästaren Johan Albert Lindholm och Johanna Maria Edner. Han var redaktör för Correspondenten och blev sedan grundare och förste föreståndare för Landskrona museum. Han skrev omkring 30 teaterpjäser och även 1893 under pseudonymen Prins Pierre romanen Stockholmsdetektiven, en av de första renodlade svenska detektivromanerna. Boken gavs ut i en nyupplaga 2007 och är idag digitaliserad på Litteraturbanken. Lindholms teaterpjäs Miljonär för en dag blev film 1925 med Edvard Persson i huvudrollen och nyinspelades 1940 med titeln En sjöman till häst med samma huvudrollsinnehavare.
Fredrik Lindholm är begravd på Landskrona kyrkogård.

### Skönlitteratur
- Stackars Vanadis! : Verklighetsbilder ur de prostituerades lif. Stockholm: Svea. 1884. Libris 22391899. http://hdl.handle.net/2077/55087
- Café-studier i Stockholm jemte andra förstudier till romanen. Stockholm: Svea. 1885. Libris 20114314. http://hdl.handle.net/2077/51867
- Tidningsmannen : roman. Stockholm: Svea. 1887. Libris 1624320
- Stockholms-detektiven : detektivroman utgiven med kommentarer och bildgalleri. Årsbok / utgiven av Lokalhistoriska sällskapet i norra Södermanland, 0283-9075 ; 2008. Eskilstuna: Lokalhistoriska sällskapet i norra Södermanland. 2007[1893]. Libris 10547946. ISBN 9789197669306. http://litteraturbanken.se/#!/forfattare/LindholmF/titlar/Stockholmsdetektiven/sida/-4/etext
- Skuggor : roman ur det moderna samhällslifvet ; [med illustrationer af Garibaldi Lindberg]. Stockholm: Sv. Nykterhetsförlaget. 1900. Libris 1644839

### Varia
- Nya regimen inom de k. teatrarne / af Cato minor. Stockholm: Svea. 1885. Libris 1596165
- Folkets valbok, innehållande upplysningar angående riksdagsmannaval, stadsfullmäktigeval, borgmästareval, kyrkostämman, prestval, taxeringsnämnden och skatteförhållandena, utarb. med särsk.afseende på Landskrona. Landskrona. 1899. Libris 2778898
- Hvad dagarna heta i Sverige, Norge, Danmark och Finland : inom den protestantiska, den romersk-katolska o den rysk-grekisk-katolska kyrkan  : jämte förslag till en lämpligare svensk Namnsdagslängd / c af Fr. Lindholm. Stockholm: Alb. Bonnier. 1899. Libris 1644837
- Nyckeln till XX:e seklets almanack i öfverensstämmelse med almanacks-reformen år 1900. Stockholm: Bonnier. 1900. Libris 1644838
- Mordet : ett ord till Sveriges folkskollärarekår. Landskrona: Österberg. 1909. Libris 1616136
- Redogörelse för jubileumsutställningen i Landskrona 1913. Landskrona: Tr.-a.-b. 1914. Libris 1638498
- Landskrona nya mekaniska verkstads aktiebolag 1872-1922 : minnesskrift utg. med anledning av verkstadens 50-åriga tillvaro. Landskrona: Landskrona nya mekaniska verkstad. 1922. Libris 1486813
- Landskrona från äldsta till nuvarande tid : anteckningar efter skilda källor. Landskrona: Korrespondenten Landskrona tidning. 1930. Libris 1348007
- Landskrona museiförening 1910 2/12 1935 : Minnesskrift utg. av Landskrona museiförening med anledning av dess 25-åriga tillvaro. Landskrona: Utg. 1935. Libris 1347416

### Bearbetningar
- Anarkismen : efter svenska och utländska källor. Ur det moderna Samhällslifvet ; 22. Stockholm: Bonnier. 1900. Libris 1663772. https://runeberg.org/flanarkism/
- Nationalhymner och soldatsånger under världskriget på originalspråket och i översättning jämte uppgifter om deras tillkomst, diktare och tonsättare. Stockholm: Norstedt. 1916. Libris 1655133. https://runeberg.org/hymner/
- Kejsarn av Portugallien : folkskådespel i 5 akter  : auktor. dramatisering av Selma Lagerlöfs bok Kejsarn av Portugallien. Svenska teatern, 99-1250025-3 ; 396. Stockholm: Bonnier. 1924. Libris 1483052